# ضمور ظفري
الضُمور الظفري (بالإنجليزية: Onychoatrophy)‏ هو نقص نمو خاطئ في الظفر، وقد يكون سَببهُ خلقياً أو مُكتسباً بِحيث يكون الظفر رقيق وصغير.:784